# Saturnino Braga
Roberto Saturnino Braga GOMM • GOIH • GOOCN • GCOMB (Rio de Janeiro, 13 de setembro de 1931 – Rio de Janeiro, 3 de outubro de 2024) foi um engenheiro e político brasileiro. Foi deputado federal, prefeito, vereador da cidade do Rio de Janeiro e Senador da República.

## Formação familiar e acadêmica
Filho do engenheiro Francisco Saturnino Braga, diretor do Departamento Nacional de Estradas de Rodagem (DNER), e neto de Ramiro Saturnino Braga, provinha de uma tradicional família de Campos dos Goytacazes, no norte do estado do Rio de Janeiro. Tanto seu pai quanto o avô foram deputados federais do Rio de Janeiro, o primeiro ligado a Nilo Peçanha, e o segundo aliado político do interventor Ernâni do Amaral Peixoto, líder regional do Partido Social Democrático (PSD). Primo de Saturnino de Brito Filho.
Formado em engenharia pela Universidade do Brasil (atual UFRJ) em 1954, passou a trabalhar dois anos depois no Banco Nacional de Desenvolvimento Econômico (BNDE), onde se especializou em engenharia econômica.
Também estudou na Comissão Econômica para a América Latina e o Caribe (CEPAL), onde foi aluno de Celso Furtado, e no Instituto Superior de Estudos Brasileiros (ISEB).

## Vida política
Roberto Saturnino Braga ingressou na vida política em 1960, quando se filiou ao Partido Socialista Brasileiro (PSB), pelo qual se elegeu deputado federal dois anos depois, a frente da coligação Renovação Federal, liderada pelo PSB.

Francisco Saturnino Braga, pai de Roberto Saturnino Braga, anos 1960. Arquivo Nacional.

Inclinado às posições nacionalistas e de esquerda, não foi cassado após o golpe militar de 1964, mas dois anos depois sua recandidatura a deputado federal foi impugnada por pressão do governo Castello Branco, o que o obrigou a retornar ao BNDE.
Retornou à política apenas em 1974, quando foi convidado às pressas por Amaral Peixoto para ser candidato ao Senado pelo Movimento Democrático Brasileiro (MDB; do qual fora fundador em 1966), substituindo Affonso Celso Ribeiro de Castro, que tivera um derrame. Com uma campanha improvisada, Roberto Saturnino venceu o favoritismo do marechal Paulo Torres (que buscava a reeleição pela Arena), e foi eleito senador do estado do Rio de Janeiro.
Em 1979, com o fim do bipartidarismo, Roberto Saturnino tornou-se a principal liderança do PMDB no estado, após a saída do governador Chagas Freitas (para o PP) e do senador Amaral Peixoto (para o PDS). No entanto, a incorporação do PP ao PMDB (trazendo de volta o grupo de Chagas Freitas ao partido), obrigou Saturnino Braga a romper, filiando-se ao Partido Democrático Trabalhista (PDT), de Leonel Brizola, pelo qual se reelegeu senador em 1982.
Em 1985, com o restabelecimento das eleições diretas para prefeitos das capitais, Saturnino Braga foi lançado pelo PDT para disputar a prefeitura do Rio de Janeiro, sendo eleito com quase 40% dos votos. A cadeira no Senado passou para o suplente, Jamil Haddad.
A 26 de novembro de 1987, foi agraciado com o grau de Grande-Oficial da Ordem do Infante D. Henrique, de Portugal.
Mas sua gestão à frente da prefeitura foi marcada por greves e rupturas. Em 1988, no último ano de seu mandato, decretou a falência do município do Rio de Janeiro depois do Banco Central proibir a prefeitura de contrair novos empréstimos. Hostilizado pelo vice-prefeito, Jó Antônio Rezende, Saturnino Braga rompeu com Brizola e saiu do PDT, filiando-se mais tarde ao PSB. O anúncio da falência abalou a candidatura do PSB a sucessão de Saturnino, que planejava lançar o vice, Jó, que acabou por renunciar à candidatura.
O anúncio da falência do município abalou fortemente a imagem pública de Saturnino Braga, voltou à política somente em 1994, quando concorreu ao Senado e ficou em quinto lugar com 774 mil votos. Em 1996, se elegeu vereador da cidade do Rio de Janeiro. Dois anos depois, concorreu ao Senado mais uma vez e foi eleito, com 38,10% dos votos válidos, por uma aliança de esquerda (reunindo PDT, PT, PSB, PCdoB e PCB), que também elegeu o governador Anthony Garotinho (PDT) e a vice-governadora Benedita da Silva (PT).
No ano 2000, quando Garotinho rompeu com Brizola e trocou o PDT pelo PSB, Saturnino Braga ficou novamente isolado. Por discordar, em 2002, do lançamento de candidatura própria pelo PSB à presidência com Garotinho, deixou o partido e filiou-se ao PT. Por sua vez, o PDT cobrou o cumprimento de um acordo político em que Saturnino cumpriria apenas a metade do mandato de senador eleito em 1998, cabendo o restante ao suplente do PDT, Carlos Lupi. Saturnino Braga assumiu o erro pelo acordo eleitoral, mas não aceitou entregar o cargo, permanecendo como senador pelo Rio de Janeiro.
Em 2004, como senador, Saturnino foi admitido pelo presidente Luiz Inácio Lula da Silva ao grau de Grande-Oficial especial da Ordem do Mérito Militar.
No início de 2006, foi impedido de disputar a reeleição pelo PT, que optou por apoiar Jandira Feghali, do PCdoB. Recusou a proposta de se candidatar à Câmara e, no fim de julho, anunciou o fim da carreira política em entrevista ao jornal O Globo: "É melhor sair numa boa do que derrotado", justificou.
Após quase duas décadas no PT, em 2019 Saturnino voltou a se filiar ao PSB, em ato com o então presidente da sigla Carlos Siqueira.
Torcedor do Botafogo, Saturnino dedicou-se, além da política, à literatura, publicando 23 livros, entre contos, memórias e sobre sua trajetória política. Recebeu o prêmio Malba Tahan, da Academia Carioca de Letras, por Contos do Rio, em 2000.
Saturnino morreu no dia 3 de outubro de 2024. Havia sido internado no dia 27 de setembro com um quadro de pneumonia e estava em cuidados paliativos.